# Шанцевий інструмент
Ша́нцевий інструмент (англ. entrenching tool, нім. Schanzzeug) — ручний інструмент, який використовується особовим складом для самоокопування, зведення фортифікаційних споруд, прокладання шляхів, влаштування загороджень. Назва «шанцевий інструмент» походить від застарілої назви окопу — «шанець». Розрізнюють носимий і возимий шанцевий інструмент. До носимого шанцевого інструменту зараз відносять тільки малу піхотну лопату (МПЛ), до 1940-х років (у ЗС СРСР) також відносили малу сокиру (35 см завдовжки) та малу кирку-мотику (55 см завдовжки). Стандартний возимий шанцевий інструмент зараз включає саперну лопату, сокиру, лом, пилу дворучну, кирку-мотику, ножиці для дроту, трасувальний шнур.

## Історія
Виникнення поняття шанцевого інструменту пов'язано з появою інженерних військ і фортифікації. Для влаштування окопів, редутів, ровів та ін. у піхоті використовували лопати, кирки, сокири. Солдати піонерських (саперних) полків мали спеціальні саперні тесаки, схожі на сучасні мачете, маленькі лопатки, схожі зі сучасними піхотними лопатками, сокири з гаком (які нагадували пожежні), ломи. Шанцевий інструмент міг перевозитись в обозі, пристьобуватись до сідел, а також переноситися солдатами за допомогою ременів.

## Ручний шанцевий інструмент

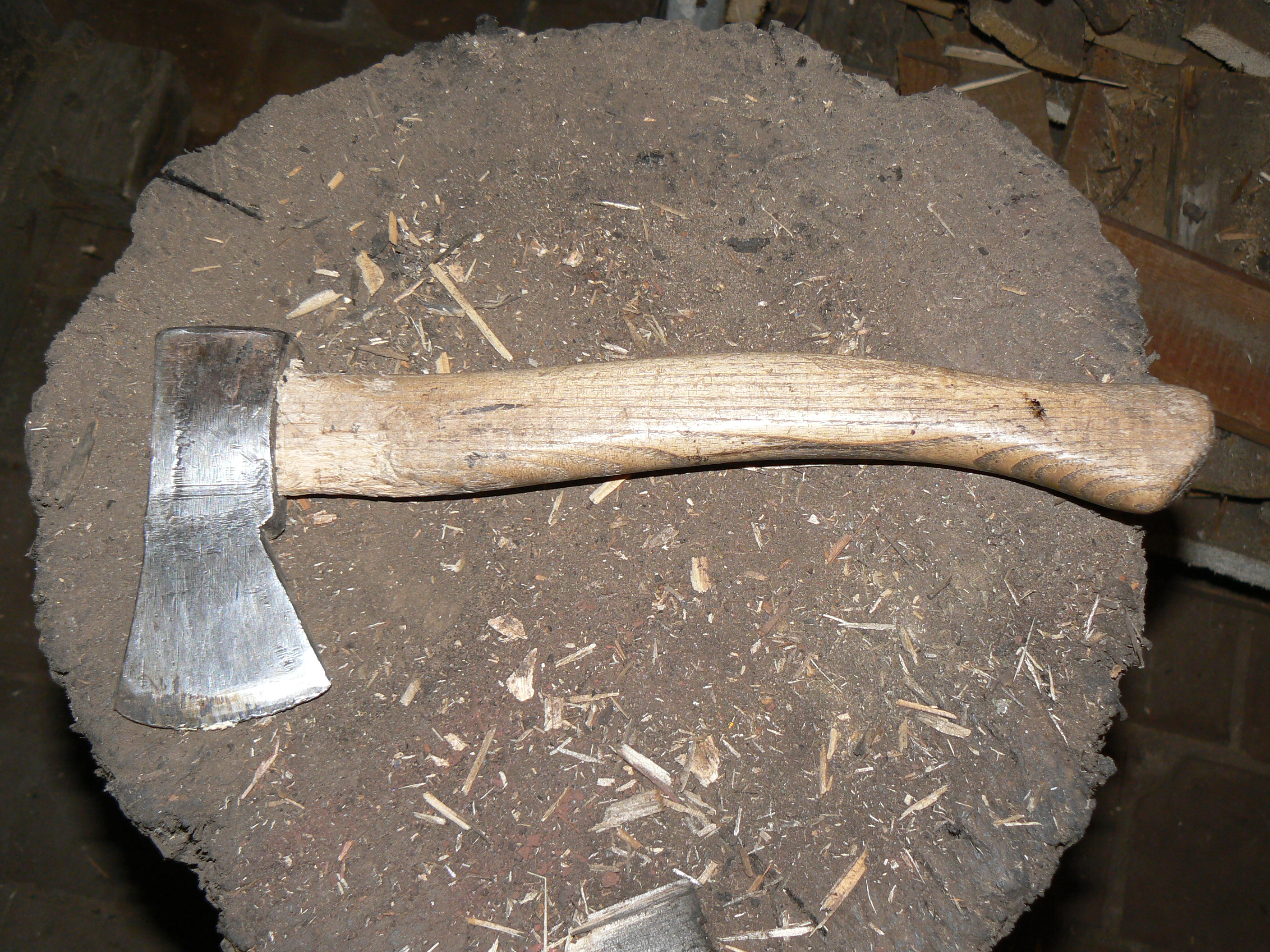
Сокира

Саперна лопата (також «велика саперна лопата») являє собою звичайну штикову лопату, за формою схожу з універсальною садовою лопатою — це дозволяє використовувати її як штикову, так і совкову лопату.
Військова сокира — різновид теслярської сокири із сокирищем близько 50 см завдовжки. Вона уживається при розчищенні обстрілу, для заготовляння кілля, хмизу та інших лісових матеріалів для маскування, влаштування бійниць, ніш, перекриттів окопів та ін. Входить до складу комплектів шанцевого інструменту як інженерних, так і мотострілецьких, танкових, артилерійських підрозділів. Крім того, входить до складу ЗІПу майже всіх типів військової техніки.

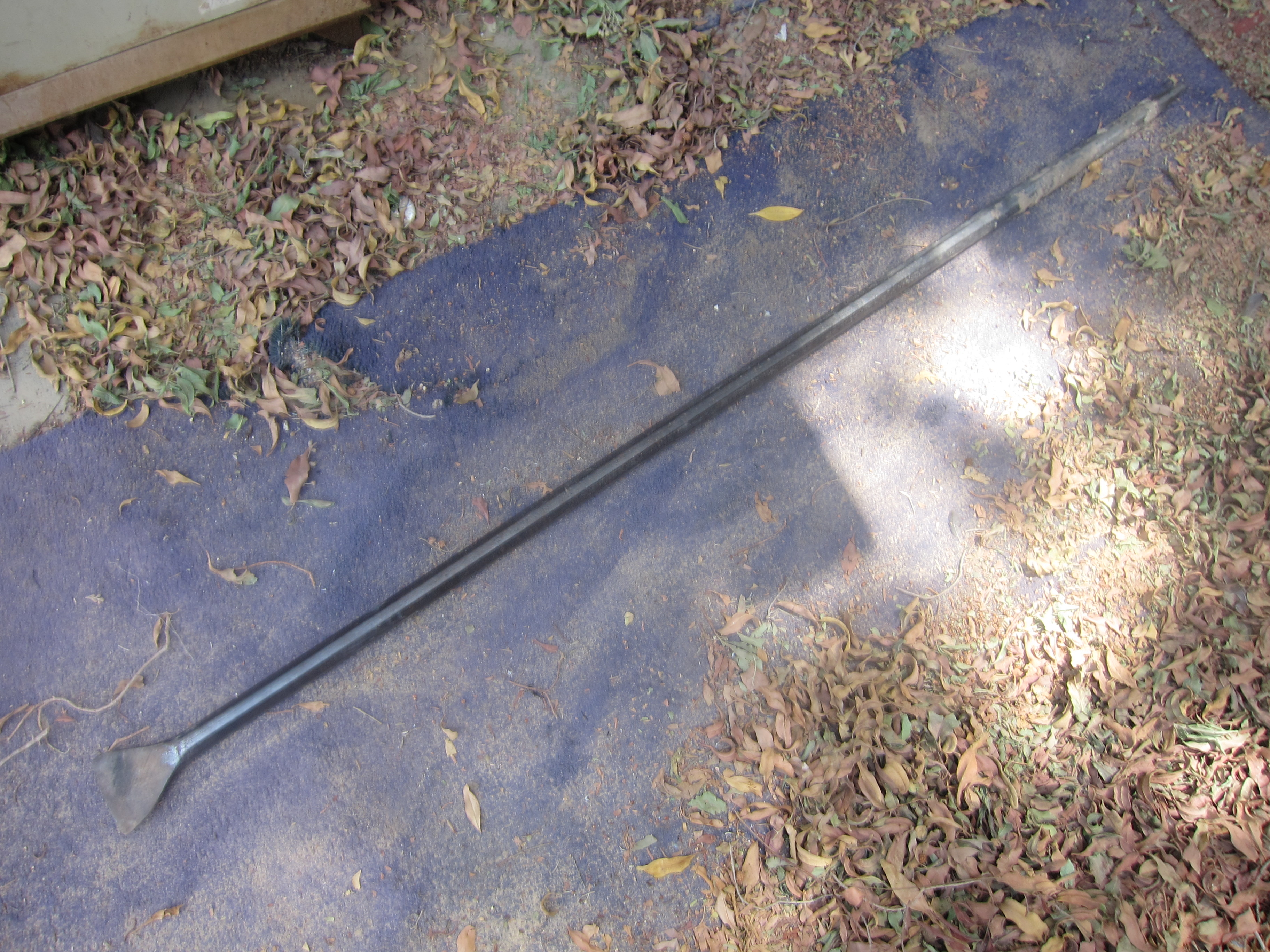
Лом

Лом звичайний призначений для розпушення особливо твердих ґрунтів, пробиття отворів у льоді, бетонних перекриттях, кам'яних мурах, розбирання завалів, а також як важіль під час вантажопідіймальних робіт. Металевий стрижень зі легованої, стійкої до стирання сталі. Один кінець загострено чотиригранником, другий зроблено лопаточкою для зручності піддівання та підіймання вантажу. Вага 11 — 20 кілограмів, довжина від 110 до 135 сантиметрів. Як табельний інструмент його мають тільки інженерні підрозділи та набори ЗІП гармат.

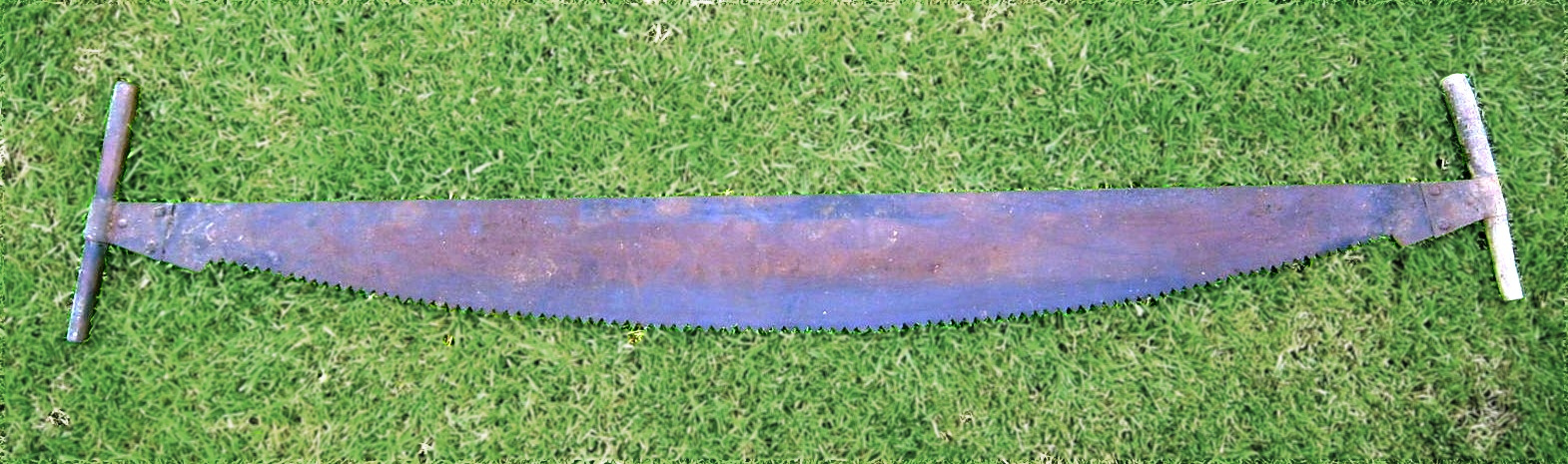
Дворучна пилка

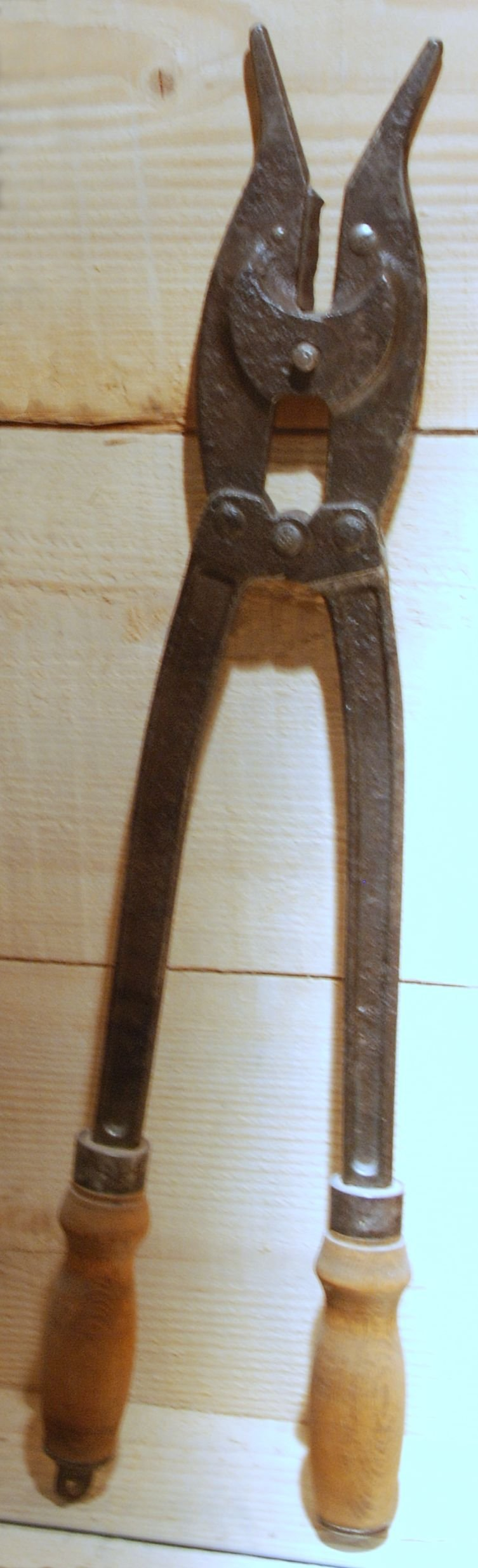

Пилка дворучна поперечна призначається для спиляння дерев, розпиляння колод. Входить до складу ЗІПу всіх бойових та більшості небойових машин, а також до складу табельного шанцевого інструменту підрозділів мотострілецьких, танкових, інженерних військ, артилерії.

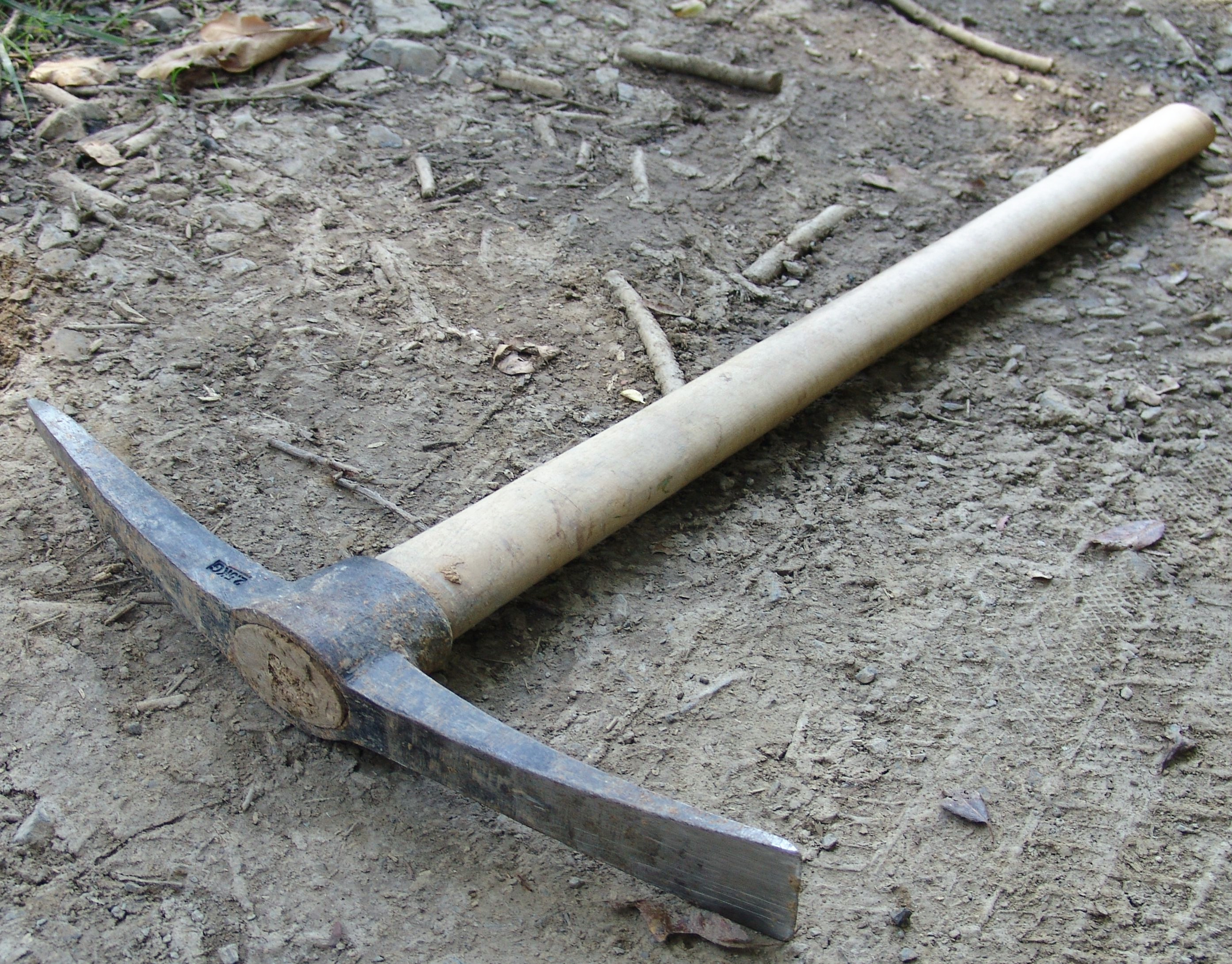
Кирка-мотика

Кирка-мотика застосовується у разі, коли треба розпушити тверді, щільні ґрунти. Довжина держака — близько 0,9 м, відстань між робочими кінцями — близько 0,5 м. Один кінець загострено чотиригранником і призначено для розпушування мерзлого ґрунту, розбивання каміння. Другий зроблено лопаточкою і призначено для розпушування і розбирання мерзлих та твердих ґрунтів (зокрема на ґрунті, порослому корінням). Входить до складу табельного шанцевого інструменту мотострілецьких, танкових, артилерійських підрозділів зі розрахунку 1 кирка-мотика на 15 осіб (в інженерних підрозділах 1 на 8 осіб). До складу ЗІПів гусеничних та колісних бойових і транспортних машин не входить.
Ножиці для різання дроту бувають великі й малі. Великі ножиці (65 см завдовжки) призначені для різання дроту та проводів, у тому числі під напругою до 1 000 вольт діаметром до 6 мм. Малі ножиці (40 см завдовжки) призначені для різання тільки колючого дроту. Під час розведення ручок різальні крайки ножиць розходяться, під час зведення ріжуть. Зусилля на кінцях ручок великих ножиць не перевищує 5 кілограмів, а під час різання 6 мм дроту 12-14 кілограмів. Зусилля під час різання малими ножицями складає 8-12 кілограмів. Ножиці обох типів входять до комплекту інженерного майна полку, але до підрозділів видаються тільки для проведення робіт. На фотографії праворуч показані німецькі ножиці для дроту часів Першої Світової війни.
Трасувальний шнур — інструмент, призначений для вимірювань з розбиття та позначення меж виїмки (насипу) ґрунту під час зведення фортифікаційних споруд. Для вимірювання відстаней шнур не призначений, бо подовження його при натяженні може складати до 2 м на 100 метрів довжини (для цих цілей застосовують рулетку). Являє собою високоміцний (зусилля розриву до 300 кг) бавовняний або синтетичний шнур яскраво-жовтого або брудно-білого кольору. Довжина 20-100 метрів, діаметр 8-10 мм, маса 0,45-2 кілограми. Має металеве кільце на одному кінці та гачок (карабін) — на другому, що уможливлює з'єднувати кілька шнурів. Кожен метр трасувального шнура позначений великими кільцевими металевими позначками з викарбованими на них порядковими номерами, а через кожні 10 см запресовані малі позначки. На кожній метровій позначці зроблено люверс («вічко») для закріплення шнура на ґрунті за допомогою металевих прикілків. Шнур з прикілками (50 шт.) зберігається у брезентовій сумці. Входить у комплект табельного інженерного майна полку, але до мотострілецьких або танкових підрозділів не видається і використовується тільки інженерно-саперною ротою полку.
Терміни служби табельного шанцевого інструменту не визначаються. Щорічно начальник інженерної службу полку може списати до 10 % від кількості наявного шанцевого інструменту. Ще 5 % може списати своїм рішенням начальник інженерної служби дивізії з подавання начальника інженерної служби полку.

## Інший військовий інструмент
Окрім перелічених, до частин постачаються тригранні напилки для загострення пил, розводки для пил, точильні круги та верстати для лопат та сокир, плоскогубці, гострогубці, круглогубці, плішні, льодобури, лопати совкові, лопати снігові, мотики (кетмені), бури ручні, лопати зачисні, пилки-ножівки для дерева та металу, пилки лучкові, пилки для розпиляння дощок, коловороти, рашпілі, рубанки, фуганки, гідроножиці, домкрати, талі, блоки.
Решта інструменту подібного призначення (комбінована сокира-лопата, пилка-струна, лопата десантника, ніж-лопата розвідника (мачете) та ін.), яка застосовується у військах табельним інженерним шанцевим інструментом не є. Він постачається до певних родів військ і належить до розділу спеціального озброєння.

## Інше значення терміна
Окрім спорядження військовиків, термін «шанцевий інструмент» може також уживатися щодо немеханізованого інструменту пожежників (ломи, багри, сокири), туристського та альпіністського спорядження (сокири, лопатки, льодоруби тощо) і навіть будівельного інструменту, призначеного для робіт на ґрунті.